# Mirza Agha
Mirza Agha (kurmandschi: Mîrza Axa, * 18. oder 19. Jh.; † 19. Jh.) war ein jesidischer Fürst und regierte ein autonomes Fürstentum in der Region Redwan (heute südlich von Siirt in der Türkei) im Osmanischen Reich.